# Tela asfàltica

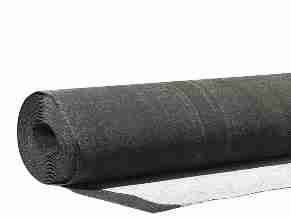
Rotlle de tela asfàltica

La tela asfàltica és un terme àmpliament utilitzat en la construcció per referir-se a diversos materials d'impermeabilització basats en productes bituminosos. Aquests materials, dissenyats per crear barreres estanques contra l'aigua, s'utilitzen principalment en cobertes, teulades i fonaments d'edificis, encara que la seva funció principal és protegir l'estructura subjacent de la humitat i les filtracions, la composició, el format i l'aplicació varien significativament segons la regió geogràfica.
Al llarg de la història de la construcció, les solucions bituminoses han estat valorades per la capacitat per repel·lir l'aigua. Tot i això, la composició, el format i l'aplicació han evolucionat i varien considerablement segons la tradició constructiva i les normatives de cada regió geogràfica. Tot i que el principi fonamental d'impermeabilització amb betum roman, hi ha diferències notables en els productes disponibles i com se'ls coneix, especialment entre l'àmbit americà i l'europeu. Aquesta ambigüitat terminològica és crucial, ja que el que es coneix com a "tela asfàltica" en l'àmbit europeu és un producte diferent del que es designa amb termes similars a Amèrica (com el roofing felt o l' asphalt roll roofing a Amèrica del Nord).

## A Europa: Làmines bituminoses recobertes d'alumini

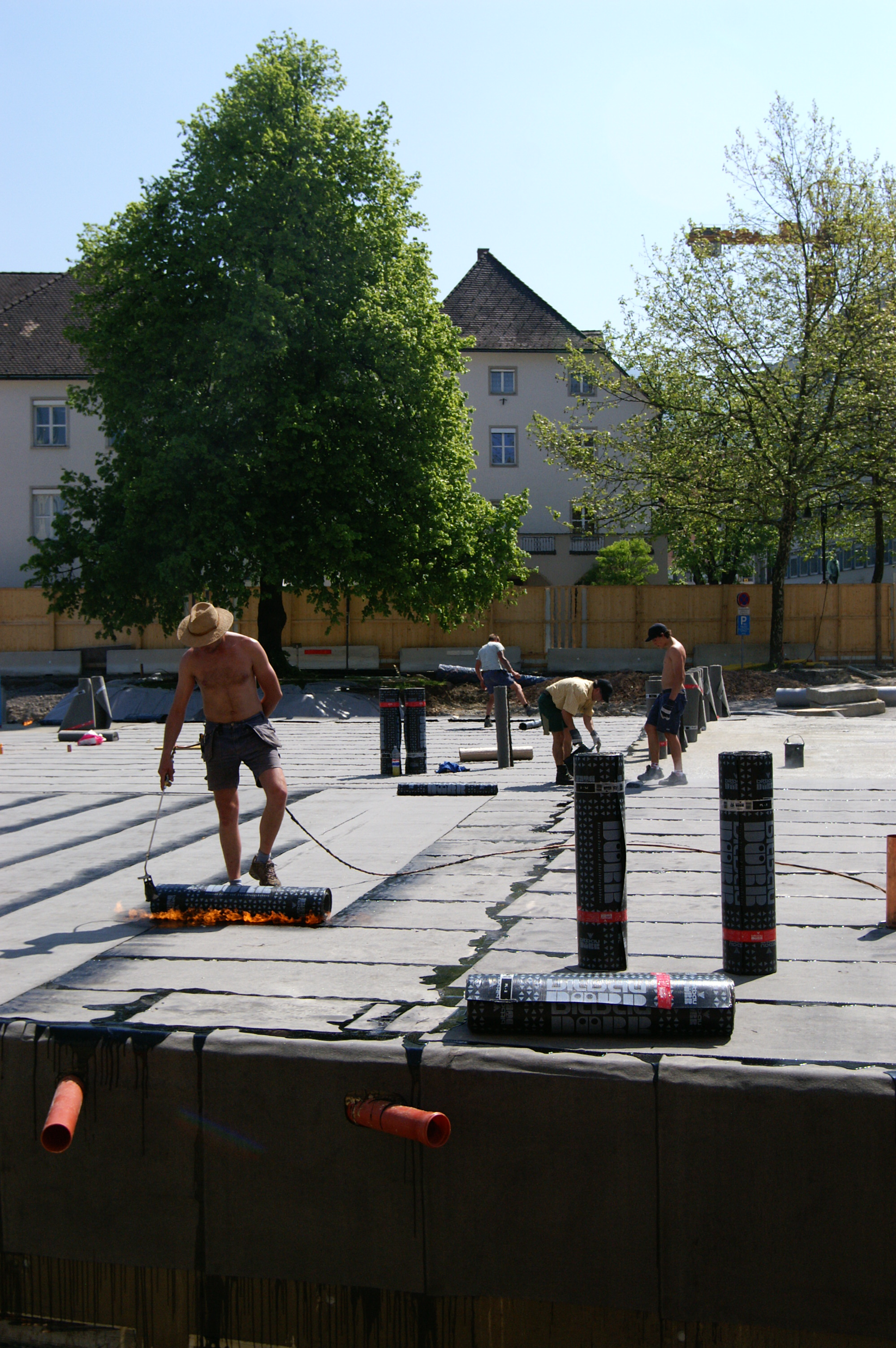
Aplicant rotlles de tela asfàltica amb bufador

A la major part d'Europa, el terme "tela asfàltica" es refereix generalment a un tipus de rotlle bituminós prefabricat utilitzat per a la impermeabilització de cobertes planes, terrasses i fonaments. Aquest producte es distingeix per la composició i, sovint, pel seu acabat superficial, que pot estar recobert d'alumini.

## Descripció del producte europeu
La "tela asfàltica" europea és una làmina composta per una base de betum modificat (amb polímers com APP per a més resistència a altes temperatures o SBS per a més elasticitat a baixes temperatures) amb una armadura interna (generalment de fibra de vidre o polièster) que li confereix resistència mecànica. Una variant molt comuna a Espanya, especialment per a terrasses transitables o exposades, presenta una capa superior d'alumini reduït (aproximadament 0,08 mm a 0,1 mm), que pot estar gravada amb un patró de petits quadres antilliscants.
Aquesta capa d'alumini compleix diverses funcions:
- Protecció UV: Ofereix una excel·lent resistència a la degradació per la radiació ultraviolada del sol, prolongant la vida útil de la làmina.
- Reflectivitat: El seu acabat d'alumini reflecteix la radiació solar, contribuint a reduir l'absorció de calor per part de la coberta.
- Acabat estètic: Proporciona un acabat visualment net i durador, cosa que permet que la làmina sigui la capa final exposada a la coberta, sense necessitat de protecció addicional amb graveta o paviment.
- Antilliscant: El gravat quadriculat superficial millora la seguretat en caminar-hi per sobre, especialment quan està humida.

Aquestes làmines tenen un gruix considerable, sovint al voltant de 5 mm per a les versions més robustes.

## Usos del producte europeu
La seva instal·lació es realitza generalment mitjançant termosoldadura amb bufador, fonent les capes bituminoses als solapaments per crear una barrera contínua i estanca.
La "tela asfàltica" amb acabat d'alumini és àmpliament utilitzada a Espanya per a:
- Impermeabilització de terrasses no transitables: On la làmina queda exposada a la intempèrie com a acabat final.
- Cobertes planes: Tant en obra nova com en rehabilitació.
- Detalls d'impermeabilització: En punts singulars com petos, trobades amb xemeneies o lluernes, i canals d'evacuació d'aigua.

## Diferències clau entre els productes
| Característica     | Tela Asfàltica (Amèrica/Roofing Felt)          | Tela Asfàltica (Europa/Làmina Bituminosa d'Alumini)    |
| ------------------ | ---------------------------------------------- | ------------------------------------------------------ |
| Definició          | Rotlle impregnat d'asfalt/breu.                | Làmina prefabricada de betum modificat i armadura.     |
| Composició         | Fibres orgàniques/inorgàniques + betum/asfalt. | Betum modificat amb polímers + armadura + Alumini      |
| Acabat superficial | Cap, es cobreix amb teules/grava.              | Làmina d'alumini gofrat (sovint).                      |
| Funció principal   | Capa base auxiliar sota el revestiment final.  | Impermeabilització principal i capa d´acabat exposada. |
| Gruix típic        | Lleugeres (ex. 3.3 lb/sq), primes.             | Gruixudes (aprox. 5 mm).                               |
| Instal·lació       | Grapat/clavat, asfalt fred/calent.             | Termosoldadura amb bufador i solapaments.              |

## A Amèrica: Rotllo asfàltic per a sostres (Asphalt roll roofing)

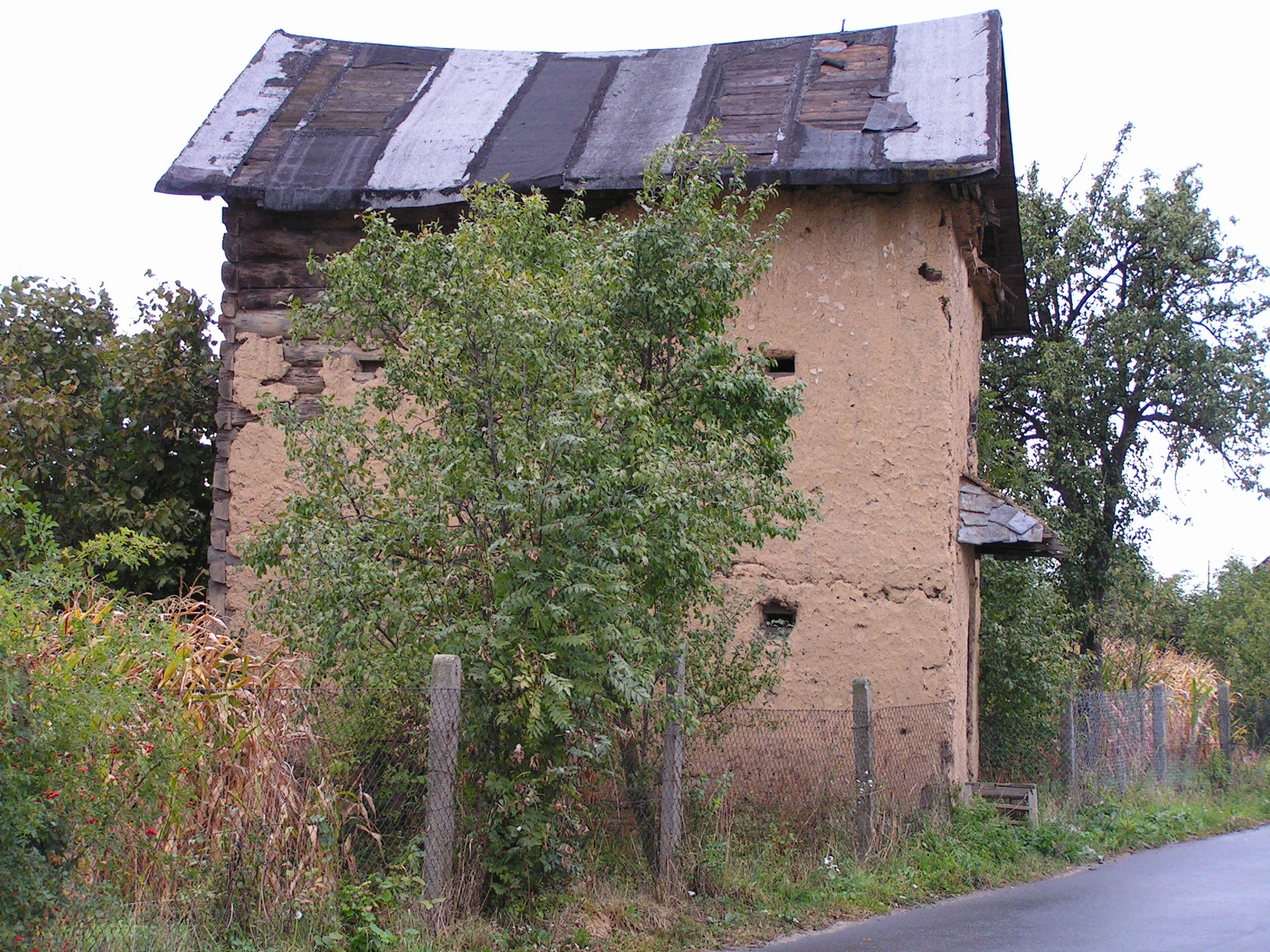
Aquest sostre en rotllo es va aplicar en sentit vertical sobre la teulada i es troba en molt males condicions.

En el context americà, i particularment a Amèrica del Nord, el rotllo asfàltic per a sostres ( asphalt roll roofing en anglès) és un material d'impermeabilització prefabricat, enrotllat i resistent, que s'utilitza en la construcció, especialment en teulades de baixa pendent. Es fabrica impregnant una estora (generalment de fibra de vidre o feltre orgànic) amb asfalt i recobrint-la amb un agregat de pedra granular. Aquest material difereix del “paper asfàltic” (o tar paper / roofing felt ), que és una capa base més lleugera i no compta amb l'acabat granular. Tot i les seves diferències tècniques, en el llenguatge col·loquial, de vegades els seus noms s'usen informalment com a sinònims.

## Descripció del producte americà
El rotllo asfàltic per a sostres és un material de coberta emprat generalment a Amèrica del Nord per a edificacions amb pendents baixes. Es basa en els mateixos materials utilitzats a les teules d'asfalt : una estora de feltre (orgànica o de fibra de vidre), saturada amb asfalt i revestida amb una capa de grànuls de pedra.
Per raó de la necessitat de ser enrotllat per al seu transport, els rotlles asfàltics solen tenir una estora més lleugera en comparació de les teules. Les dimensions típiques d'aquests rotllos són de 36 polzades (91,4 cm) d'amplada per 33 peus (10,1 m) de llargada. Donat el seu pes relativament lleuger davant les teules, el rotllo asfàltic es considera un material temporal i econòmic. No obstant això, la seva gran amplada el fa vulnerable a la contracció i l'esquinçament induïts pels canvis de temperatura, a mesura que el material s'expandeix i es contrau.

## Usos del producte americà

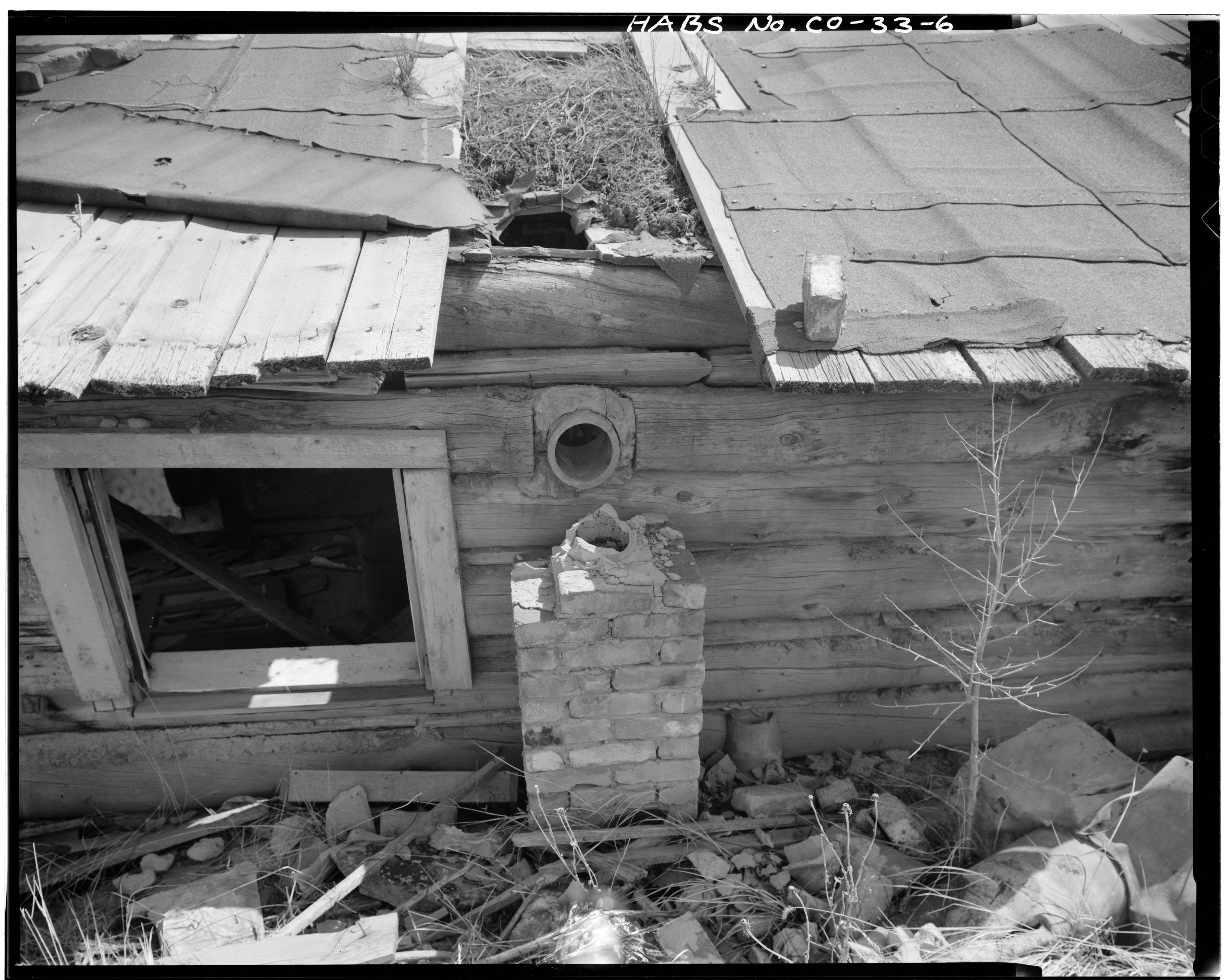
Sostre en rotllo aplicat horitzontalment sobre una cabana de troncs en ruïnes. Imatge: Enquesta d'Edificis Històrics dels Estats Units

El rotlle asfàltic per a sostres s'aplica normalment en paral·lel als ràfecs, des de la part inferior de la teulada cap amunt, superposant cada nou rotllo de manera similar a com s'instal·len les teules. El seu ús està generalment restringit a cobertes amb pendent inferior a 2:12. Per evitar que els claus penetrin la membrana exposada i per prevenir l'aixecament pel vent, se sol utilitzar adhesiu o "ciment de solapament" a la vora inferior del rotlle, mentre que la vora superior es clava i es cobreix amb el rotlle següent.
Aquest material també pot servir com a capa base sota altres cobertes com asfalt, fusta, llistons i altres teules, o fins i tot grava, ja que el rotllo asfàltic per si mateix no és particularment resistent al vent o al sol si no està adequadament protegit. Es ven en rotlles de diverses amplades, llargues i gruixos; per exemple, als EE. UU. són comuns els rotllos de 3 peus (0,9 m) d'amplada, 50 o 100 peus de llarg, i els pesos “15 lb” (6,8 kg) i “30 lb” (13,6 kg). Freqüentment, vénen marcats amb línies de guix a intervals específics per facilitar una col·locació recta i un solapament adequat (amb major solapament per a teulades més planes). Al segle XIX i principis del XX, les cabanyes recobertes de rotllo asfàltic, que consistien en marcs de fusta coberts amb aquest material, eren una forma comuna d'habitatge de molt baix cost a les zones rurals dels Estats Units i Canadà.
La instal·lació pot realitzar-se de diverses formes, com grapat o clavat amb claus per a sostres, però també s'aplica de vegades en diverses capes amb asfalt calent, asfalt fred (adhesiu) o adhesius no asfàltics.

## Mètode d'aplicació
El rotlle asfàltic es pot aplicar mitjançant diferents tècniques:
- Encolat: Es fixa al suport usant una barreja de betum i dissolvent (adhesiu en fred).
- Clavat: S'assegura al seu lloc amb claus per a sostres. Aquest mètode es basa que el cap del clau quedi lleugerament per sota de la superfície per aconseguir un segellat a pressió. La impermeabilització no és del tot perfecta, per la qual cosa se sol complementar amb una capa de fusta resistent a l'aigua (generalment OSB o contraxapat) sota el rotllo. És el mètode més comú en coberts.
- Betum calent: S'aplica el rotllo sobre una capa de betum calent que actua com a adhesiu.
- Bufador: La part inferior del rotlle es fon lleugerament amb un bufador i es pressiona al seu lloc per adherir-lo al suport. (Nota: Aquest mètode és més característic de les làmines asfàltiques europees, però algunes variants de rotlles asfàltics ho poden permetre).